# Stazione di Varenna-Esino-Perledo

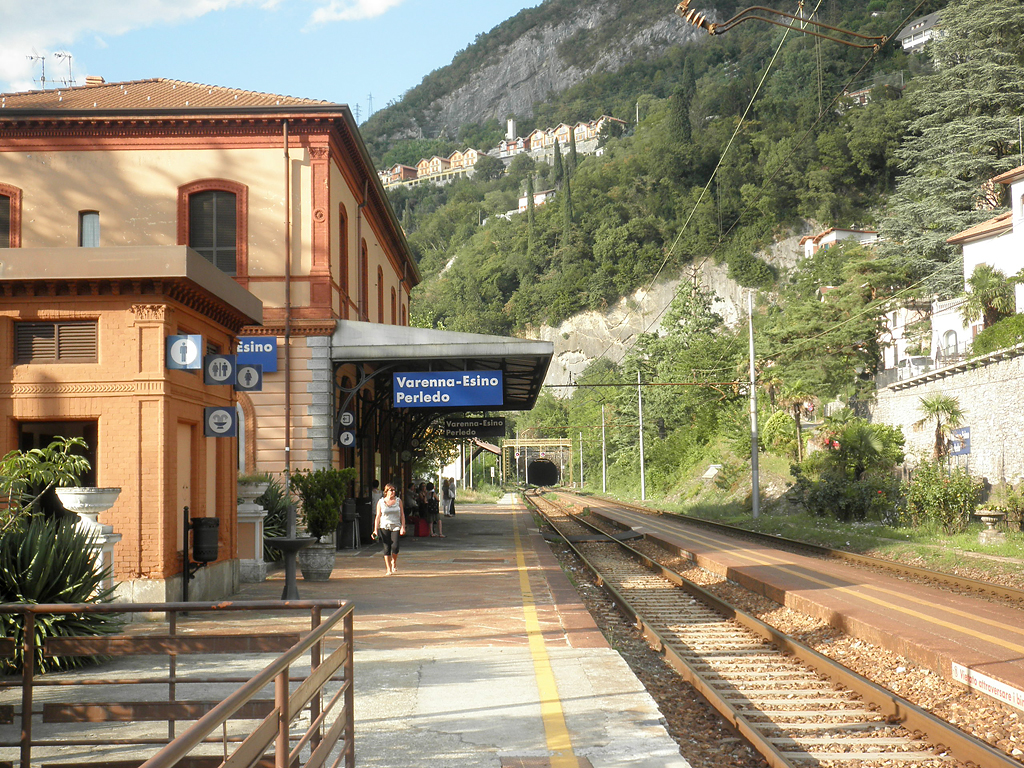
I binari.

La stazione di Varenna-Esino-Perledo è una stazione ferroviaria posta sulla linea Lecco-Sondrio; sita nel territorio comunale di Perledo, è collegata anche i centri abitati di Varenna ed Esino Lario mediante la Strada statale 753.

## Storia
La stazione fu inaugurata nel 1892, all'apertura della tratta ferroviaria da Lecco a Bellano.
Originariamente denominata "Varenna", assunse la denominazione di "Varenna-Esino" nel 1935.
Negli anni 2000 la denominazione diventa quella attuale "Varenna-Esino-Perledo".

## Strutture ed impianti
Il fabbricato viaggiatori è un edificio a due piani in classico stile ferroviario, impreziosito dalle decorazioni in cotto tipiche della linea.

La stazione conta un binario per il servizio passeggeri. In passato, era presente un piccolo scalo merci, con un magazzino merci tuttora esistente. A fine luglio 2024 il binario 1 (di incrocio) è stato tolto.
Il caseggiato dal 2014 al piano terra ospita un bar ristorante.

## Movimento
La stazione è servita dai treni regionali in servizio sulla tratta Lecco-Colico-Sondrio, e dai treni RegioExpress in servizio sulla tratta Milano-Lecco-Sondrio-Tirano.

## Servizi
La stazione dispone di:
- Sala d'attesa con monitor partenze
- Annuncio sonoro arrivo treni (anche in inglese)
- Parcheggio auto e moto (a pagamento)
- Servizi igienici ad accesso libero